# Un buon motivo per vivere
Un buon motivo per vivere è un singolo del gruppo musicale italiano The Sun, pubblicato il 22 giugno 2020 come secondo estratto dell'album Qualcosa di vero.
Nel 2025 la canzone ha vinto il premio come "Miglior canzone italiana" alla prima edizione dei Catholic Music Awards.

## Descrizione
La canzone è stata pubblicata come facente parte dell'album su cui la band sta ancora lavorando. Nasce come "seguito musicale" del libro di Francesco Lorenzi I segreti della Luce e vuole esprimere un messaggio positivo di speranza e di vita.

## Tracce
Testi di Francesco Lorenzi, musiche di Francesco Lorenzi, Maurizio Baggio, Roberto Visentin.
1. Un buon motivo per vivere – 3:40

## Video musicale
Il videoclip di Un buon motivo per vivere è un lyric video realizzato con animazioni grafiche da Lisa Pizzato. Prodotto da Francesco Lorenzi e Michele Rebesco, è stato pubblicato il 15 agosto 2020.
Il video è stato prodotto grazie ai soldi raccolti sulla piattaforma di fundraising GoFundMe attraverso la raccolta fondi "Produrre il futuro che vivremo insieme", pensata per finanziare la produzione del loro album successivo.

## Formazione
- Francesco "The President" Lorenzi – voce, chitarra
- Riccardo "Trash" Rossi – batteria
- Matteo "Lemma" Reghelin – basso, cori
- Gianluca "Boston" Menegozzo – chitarra, cori
- Andrea "Cherry" Cerato – chitarra, cori